# Trinidad és Tobago az 1956. évi nyári olimpiai játékokon
Trinidad és Tobago az ausztráliai Melbourne-ben és a svédországi Stockholmban megrendezett 1956. évi nyári olimpiai játékok egyik részt vevő nemzete volt. Az országot az olimpián 3 sportágban 6 sportoló képviselte, akik érmet nem szereztek.

## Atlétika
Férfi
| Versenyző     | Versenyszám | Előfutam | Előfutam | Negyeddöntő | Negyeddöntő | Elődöntő | Elődöntő | Döntő   | Döntő    |
| Versenyző     | Versenyszám | Idő      | Hely.    | Idő         | Hely.       | Idő      | Hely.    | Idő     | Helyezés |
| ------------- | ----------- | -------- | -------- | ----------- | ----------- | -------- | -------- | ------- | -------- |
| Edmund Turton | 100 m       | 11,1     | 2.       | 11,2        | 5.          | kiesett  | kiesett  | kiesett | kiesett  |
| Mike Agostini | 100 m       | 10,7     | 1.       | 10,5        | 2.          | 10,5     | 2.       | 10,7    | 6.       |
| Mike Agostini | 200 m       | 21,6     | 1.       | 21,1        | 2.          | 21,3     | 2.       | 21,1    | 4.       |
| Joe Goddard   | 200 m       | 22,3     | 5.       | kiesett     | kiesett     | kiesett  | kiesett  | kiesett | kiesett  |
| Joe Goddard   | 100 m       | 11,1     | 4.       | kiesett     | kiesett     | kiesett  | kiesett  | kiesett | kiesett  |

## Kerékpározás

### Országúti kerékpározás
| Versenyző       | Versenyszám   | Idő           | Helyezés      |
| --------------- | ------------- | ------------- | ------------- |
| Hylton Mitchell | Mezőnyverseny | nem ért célba | nem ért célba |

### Pálya-kerékpározás
Sprintverseny
| Versenyző       | Versenyszám  | 1. forduló                                              | 1. forduló | Vigaszág selejtező                               | Vigaszág selejtező | Vigaszág döntő       | Vigaszág döntő | Negyeddöntő          | Elődöntő             | Döntő                | Helyezés    |
| Versenyző       | Versenyszám  | Ellenfelek Győztes idő                                  | Hely.      | Ellenfelek Győztes idő                           | Hely.              | Ellenfél Győztes idő | Hely.          | Ellenfél Győztes idő | Ellenfél Győztes idő | Ellenfél Győztes idő | Helyezés    |
| --------------- | ------------ | ------------------------------------------------------- | ---------- | ------------------------------------------------ | ------------------ | -------------------- | -------------- | -------------------- | -------------------- | -------------------- | ----------- |
| Hylton Mitchell | Férfi egyéni | Michel Rousseau (FRA) · Muhammad Shah Rukh (PAK) · 11,6 | 2.         | Anésio Argenton (BRA) · Fred Markus (CAN) · 13,0 | 2.                 | kiesett              | kiesett        | kiesett              | kiesett              | kiesett              | helyezetlen |

Időfutam
| Versenyző       | Versenyszám  | Idő    | Helyezés |
| --------------- | ------------ | ------ | -------- |
| Hylton Mitchell | Férfi egyéni | 1:16,5 | =19.     |

## Súlyemelés
| Versenyző      | Versenyszám | Nyomás   | Nyomás   | Szakítás | Szakítás | Lökés    | Lökés    | Összesen | Helyezés |
| Versenyző      | Versenyszám | Eredmény | Helyezés | Eredmény | Helyezés | Eredmény | Helyezés | Összesen | Helyezés |
| -------------- | ----------- | -------- | -------- | -------- | -------- | -------- | -------- | -------- | -------- |
| Rodney Wilkes  | 60 kg       | 100,0    | =5.      | 105,0    | 2.       | 125,0    | =7.      | 330,0    | 4.       |
| Lennox Kilgour | 90 kg       | 127,5    | 7.       | 117,5    | =7.      | 145,0    | =11.     | 390,0    | 7.       |